# Liste der Darsteller der Fernsehserie Frühling
Die Liste der Darsteller der Fernsehserie Frühling führt alle wichtigen Darsteller der gleichnamigen Fernsehserie auf.

## Besetzung
| Schauspieler              | Rollenname                    | Folgen                                                          | Staffeln     | Zeitraum              | Bemerkungen |
| ------------------------- | ----------------------------- | --------------------------------------------------------------- | ------------ | --------------------- | --- |
| Simone Thomalla           | Katja Baumann                 | 1–                                                              | 1–           | 2011–                 | Dorfhelferin in Frühling, Mutter von Kiki Baumann, Ex-Ehefrau von Peter Baumann, Ex-Verlobte von Tom Kleinke, Ex-Freundin von Cem Oktay und Mark Weber |
| Götz Schubert             | Peter Baumann                 | 1                                                               | 1            | 2011                  | Rechtsanwalt in München, Ex-Ehemann von Katja Baumann |
| Martin Feifel             | Peter Baumann                 | 2                                                               | 1            | 2012                  | Rechtsanwalt in München, Ex-Ehemann von Katja Baumann |
| Marco Girnth              | Dr. Mark Weber                | 1–18, 20–24, 31–32, 35–36, 47–49, 53, 55                        | 1–11, 13–    | 2011–2022, 2024–      | Tierarzt in Frühling, ehemaliger Vermieter von Katja Baumann, Ex-Freund von Sophie und Katja Baumann, Ehemann von Trixie Weber |
| Carolyn Genzkow           | Kiki Baumann                  | 2–14, 21, 23                                                    | 1–6, 8       | 2012–2017, 2019       | Ehemalige Praktikantin im Cafés+Bäckerei Hagen und im Krankenhaus in Frühling, Tochter von Katja und Peter Baumann, war ein Jahr als Austauschschülerin in den USA, Freundin von John, Ex-Freundin von Peet Hagen, Ex-Freundin von Matze Gmeiner und Sam, geht für ein Studium nach Philadelphia |
| Jan-Hendrik Kiefer        | Matze Gmeiner                 | 2–5, 9                                                          | 1–4          | 2013–2015             | Sohn von Anton und Lisa Gmeiner, Freund von Moni, Ex-Freund von Kiki |
| Mareike Carrière          | Conny Aigner                  | 2, 4–6                                                          | 1–3          | 2012–2014             | ehemalige Einsatzleiterin der Dorfhelferinnen e.V. „Hand in Hand“ |
| Martin Gruber             | Dr. Till Achner               | 3, 6                                                            | 2–3          | 2013–2014             | Arzt im Krankenhaus St. Renatus |
| Birte Hanusrichter        | Dr. Marbacher                 | 3, 6                                                            | 2–3          | 2013–2014             | Mitarbeiterin im Jugendamt in Frühling |
| Christina Rainer          | Hanna Unterwald               | 3, 7                                                            | 2–3          | 2013–2014             | Dorfhelferin, ehemalige Kollegin von Katja Baumann |
| Catalina Navarro Kirner   | Heidrun Niedermayer           | 3, 5, 16, 21, 23–26, 30, 32, 37, 39–40, 43–49, 51–              | 2–3, 8–      | 2013–2014, 2019–      | Mieterin der Bäckerei Hagen |
| Ruth Wohlschlegel         | Lissy Krug                    | 3, 10, 15, 18–19, 24, 26, 30, 32, 37–38, 41–44, 46–49           | 2, 5, 7–13   | 2013, 2016, 2018–2024 | Freundin von Frau Hagen und Heidrun Niedermayer |
| Maria Weidner             | Moni                          | 4–5, 12                                                         | 2–3, 6       | 2013–2014, 2017       | Freundin von Matze Gmeiner, zunächst Rivalin von Kiki |
| Constantin von Jascheroff | Sam                           | 6–8                                                             | 3–4          | 2014–2015             | Ex-Freund von Kiki |
| Florentine Lahme          | Sophie                        | 6–9                                                             | 3–4          | 2014–2015             | Ex-Freundin von Mark |
| Caroline Ebner            | Dr. Stefanie Schneiderhahn    | 7–9, 12, 14–20, 22–23, 26–34, 37, 39, 41, 43–44, 46, 48–52, 54– | 3, 5–        | 2014–2015, 2017–      | Ärztin im Krankenhaus St. Renatus, Ex-Freundin von Erik Hartmann, "Stiefmutter" von Lucy Hartmann |
| Johannes Herrschmann      | Pfarrer Sebastian Sonnleitner | 9–                                                              | 4–           | 2015–                 | Pfarrer von Frühling, Chef der Dorfhelferinnen |
| Merab Ninidze             | Cem Oktay                     | 9–15                                                            | 4–7          | 2015–2018             | Zahnarzt aus Berlin, Onkel von Yasemin, Ex-Freund von Katja Baumann |
| Ava Celik                 | Yasemin                       | 9–11                                                            | 4–5          | 2015–2016             | Nichte von Cem, Praktikantin bei den Dorfhelferinnen |
| Peter Sattmann            | Prof. Dr. Gabriel             | 10–14, 17, 22–23                                                | 5–8          | 2016–2019             | Klinikleiter und Ärztlicher Direktor im Krankenhaus St. Renatus |
| Johanna Klante            | Michelle Schmid               | 10–13, 15–21                                                    | 5–8          | 2016–2019             | Französischlehrerin am Gymnasium, Enkelin von Erna Krawinkel, Ex-Freundin von Freddie Löffler |
| Bettina Mittendorfer      | Frau Hagen                    | 10, 12–23                                                       | 5–8          | 2016–2019             | Besitzerin des Cafés+Bäckerei Hagen, Ex-Arbeitgeberin von Kiki, Mutter von Peet |
| Patrick Mölleken          | Peet Hagen                    | 12–15                                                           | 6–7          | 2017–2018             | Sohn der Cafebesitzerin Hagen, nach einem Unfall querschnittsgelähmt, Ex-Freund von Kiki |
| Cristina do Rego          | Filippa Furtado               | 13–22                                                           | 6–8          | 2017–2019             | Tierärztin, Assistentin von Mark Weber, Ex-Freundin von Miguel |
| Yannik Raiss              | Miguel Ferraz                 | 13–15                                                           | 6–7          | 2017–2018             | Physiotherapeut im Krankenhaus, Ex-Freund von Filippa |
| Hanna Binke               | Amelie Kreuser                | 13, 35, 40–42, 44, 46–53                                        | 6, 11–       | 2017, 2022–           | Mutter von Maxi, Ex-Verlobte von Ingo Schwarz, Kellnerin im Carpe Diem |
| Levin Henning             | Ingo Schwarz                  | 13, 35, 41, 44, 46–47, 50–53                                    | 6, 11–       | 2017, 2022–           | Vater von Maxi, Ex-Verlobter von Amelie Kreuser, Sohn von Tanja Schwarz |
| Annette Paulmann          | Tanja Schwarz                 | 13, 35, 41, 53                                                  | 6, 11–12, 14 | 2017, 2022–2023, 2025 | Mutter von Ingo Schwarz, Großmutter von Maxi |
| Jan Sosniok               | Dr. Tom Kleinke               | 15–20, 26, 32–40, 42–43, 45–49                                  | 7–13         | 2018–2024             | Niedergelassener Orthopäde und Unfallchirurg mit eigener Praxis in Frühling, Witwer von Judith Kleinke, Vater von Nora und Marie, Ex-Verlobter von Katja Baumann |
| Adina Vetter              | Judith Kleinke †              | 15, 18                                                          | 7            | 2018                  | Ehefrau von Tom Kleinke, Mutter von Nora und Marie |
| Aniya Wendel              | Nora Kleinke                  | 15, 17–22, 26–28, 31–35, 37–40, 42–43, 45–49, 52                | 7–14         | 2018–2025             | Tochter von Tom und Judith Kleinke, Schwester von Marie, Ex-Freundin von Adrian Steinmann, Freundin von Flo |
| Lara Tabea Günzel         | Marie Kleinke                 | 15, 17–20, 26, 34–35, 37                                        | 7–9, 11      | 2018–2020, 2022       | Tochter von Tom und Judith Kleinke, Schwester von Nora |
| Christoph M. Ohrt         | Jan Steinmann †               | 15–21, 24–32, 35, 39                                            | 7–12         | 2018–2023             | Architekt aus München, ehemaliger Betreiber des Carpe Diem, Vater von Adrian Steinmann, Schulfreund und ehemaliger Vermieter von Katja |
| Kristo Ferkic             | Adrian Steinmann              | 15–                                                             | 7–           | 2018–                 | Betreiber des Carpe Diem, Sohn von Jan Steinmann, Freund von Lilly Engel, Ex-Freund von Nora Kleinke |
| Jascha Baum               | Freddie Löffler               | 17–18, 20                                                       | 7–8          | 2018–2019             | Klassenkamerad von Nora Kleinke, Lilly Engel und Adrian Steinmann, Ex-Freund von Michelle Schmid |
| Julia Beautx 1            | Lilly Engel                   | 17–21, 23–24, 26–35, 37–39, 41–                                 | 7–           | 2019–                 | Mitarbeiterin bei den Dorfhelferinnen, Tochter von Lutz und Karin Engel, Freundin von Adrian Steinmann, Ex-Freundin von Levi |
| Nadine Wrietz             | Leslie Wolf                   | 21, 24, 29, 32–33, 35–41, 43, 52–55                             | 8–12, 14     | 2019–2023, 2025       | ehemalige Köchin im Carpe Diem, Noch-Ehefrau von Andi Wolf, Freundin von Ali, Mutter von Karlie und Fibi |
| Sebastian Edtbauer        | Andi Wolf                     | 21, 35, 38, 43                                                  | 8, 11–12     | 2019, 2022–2023       | Noch-Ehemann von Leslie Wolf, Vater von Karlie und Fibi |
| Sebastian Gerold          | Siggi Loisl                   | 22–23, 31, 35, 41–50, 52–                                       | 8, 10–       | 2019, 2021–           | Polizist in Frühling, Ex-Freund von Roberta Rossi |
| Julia Dietze              | Dr. Susanne Wagner            | 25, 27                                                          | 9            | 2020                  | Tierärztin, Vertretung von Filippa Furtado |
| Dagny Dewath              | Catrin Zerbe                  | 25, 29, 36, 40–41, 44, 54–                                      | 9–           | 2020–                 | Mutter von Charly, Greta und Lotti, Schwester von Simon Fries |
| Yasmina Kraus             | Charly Zerbe                  | 25                                                              | 9            | 2020                  | Tochter von Catrin Zerbe, Schwester von Greta und Lotti, Nichte von Simon Fries |
| Theresia Vajkoczy         | Greta Zerbe                   | 25–26, 29, 36, 38, 41–42, 44, 54–                               | 9–           | 2020–                 | Tochter von Catrin Zerbe, Schwester von Charly und Lotti, Nichte von Simon Fries, beste Freundin von Emily Brennmayer, Ex-Freundin von Tommy Lamprecht |
| Lilli Marie Schweiger     | Lotti Zerbe                   | 29, 36, 38, 40, 44                                              | 10–13        | 2021–2024             | Tochter von Catrin Zerbe, Schwester von Charly und Greta, Nichte von Simon Fries |
| Raphael Kalkowski         | Flo                           | 29, 31–32, 35–36, 39, 43, 45–49, 52                             | 10–14        | 2021–2025             | Jugendlicher Tunichtgut, Freund von Nora Kleinke |
| Elisabeth Vajkoczy        | Emily Brennmayer              | 29, 32, 36, 40–42                                               | 10–12        | 2021–2023             | Tochter von Lisa und Xaver Brennmayer, Schwester von Ludwig/Luna, beste Freundin von Greta Zerbe |
| Florian Simbeck           | Freddy Plattner               | 29, 36                                                          | 10–11        | 2021–2022             | Campingplatzbetreiber |
| Moritz Bäckerling         | Levi                          | 33–35, 37–39, 45                                                | 11–13        | 2022–2024             | Lieferwagenfahrer, Ex-Freund von Lilly Engel |
| Joseph Konrad Bundschuh   | Simon Fries                   | 33, 36, 40                                                      | 11–12        | 2022–2023             | Bruder von Catrin Zerbe, Onkel von Charly, Greta und Lotti |
| Nina Schmieder            | Trixie Weber                  | 36, 48–49, 51–                                                  | 11, 13–      | 2022, 2024–           | Ehefrau von Mark Weber, Mutter von Karl |
| Aykut Kayacık             | Dr. Ali Öz                    | 37–38, 41, 53–55                                                | 11–12, 14    | 2022–2023, 2025       | ehemaliger Oberarzt im Krankenhaus St. Renatus, Freund von Leslie |
| Linda Berthold            | Lucy Hartmann                 | 37, 41–42                                                       | 11–12        | 2022–2023             | Tochter von Erik Hartmann, "Stieftochter" von Dr. Stefanie Schneiderhahn, Klassenkameradin von Greta Zerbe |
| Andrea Kaiser             | Roberta Rossi                 | 38, 43–                                                         | 12–          | 2023–                 | Radiomoderatorin, Ex-Freundin von Siggi Loisl |
| Ron Antony Renzenbrink    | Tommy Lamprecht               | 39, 41–42, 44, 48, 54–                                          | 12–          | 2023–                 | Sohn von Ida und Georg Lamprecht, Bruder von Stella und Moritz, Ex-Freund von Greta Zerbe |
| Katharina Weitzendorf     | Stella Lamprecht              | 39, 44, 48, 54–                                                 | 12–          | 2023–                 | Tochter von Ida und Georg Lamprecht, Schwester von Tommy und Moritz |
| Stephanie Schönfeld       | Ida Lamprecht                 | 39, 44, 48, 54–                                                 | 12–          | 2023–                 | Noch-Ehefrau von Georg Lamprecht, Mutter von Tommy, Stella und Moritz |
| Daniel Krauss             | Georg Lamprecht               | 39, 47–48, 54–                                                  | 12–          | 2023–                 | Noch-Ehemann von Ida Lamprecht, Vater von Tommy, Stella und Moritz |
| Thomas Birnstiel          | Charlie Langguth              | 41–50, 52–                                                      | 12–          | 2023–                 | Polizist in Frühling |
| Lennox Louis Seigerschmid | Maxi Kreuser                  | 50–53                                                           | 14–          | 2025–                 | Sohn von Amelie Kreuser und Ingo Schwarz, Enkel von Tanja Schwarz |
| Gabriel Raab              | Dr. André Fabiansky           | 51–52, 54–                                                      | 14–          | 2025–                 | Ex-Ehemann von Dr. Lucia Fabiansky, Vater von Madita Fabiansky, Gynäkologe im Krankenhaus St. Renatus |